# Анекстиомарус
Анекстиомарус (лат. Anextiomarus) је гало-римско божанство, бог сунца, који је највероватније келтска интерпретација Аполона. 